# ふじっぴー

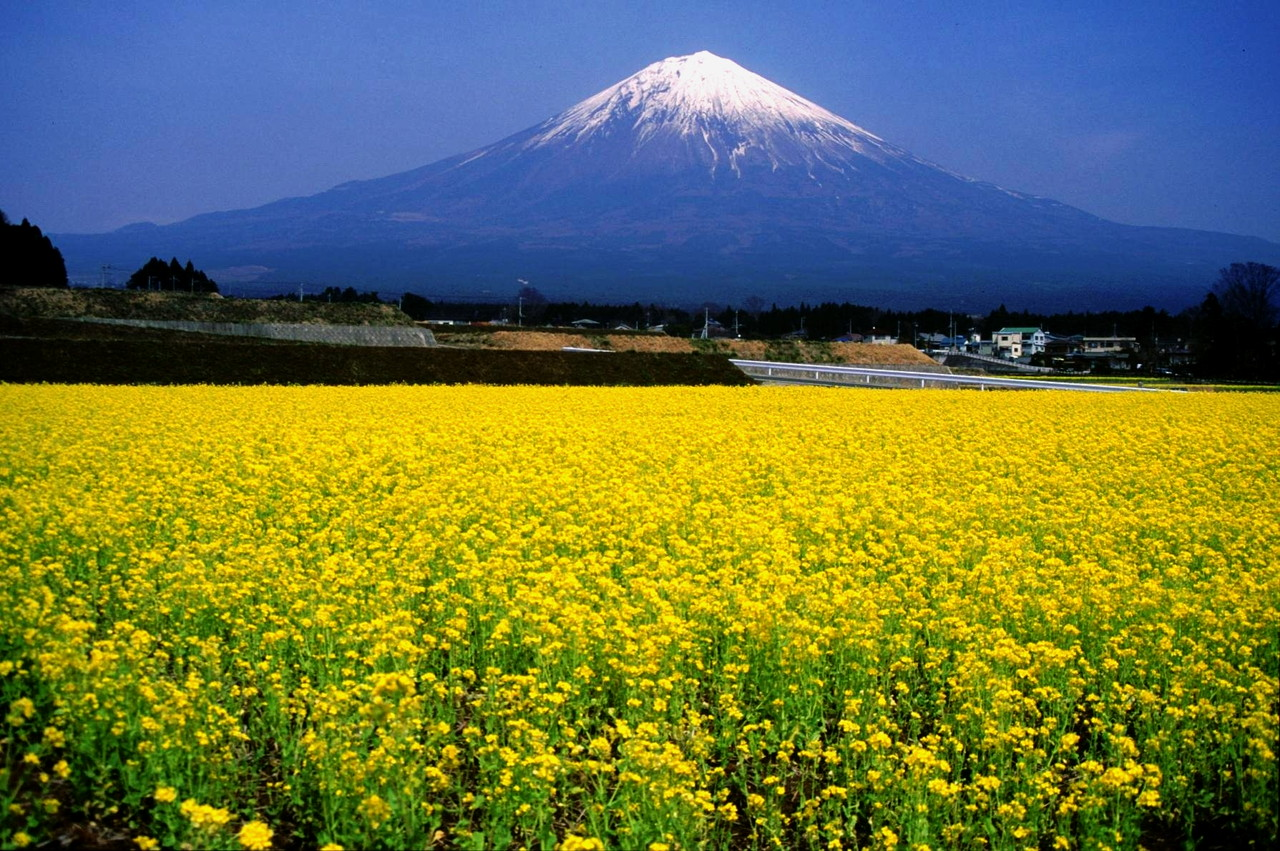
マスコットキャラクターのモチーフの富士山

ふじっぴーとは、静岡県のマスコットキャラクターである。2003年に開催されたNEW!!わかふじ国体のマスコットキャラクターとして誕生し、その後静岡県のマスコットキャラクターとなった。

## 概要
- 2000年2月14日生まれ。身長・体重・靴のサイズはそれぞれ173.776 cm・137.76 kg・37.76 cmであり、富士山の標高である3,776 mと非常に似ている。
- 特技はスポーツ全般、得意なことが「『しずおか賛歌』を歌うこと（国体キャラクター時は「若い力」を歌うこと）・ロダン体操を踊ること」であるようにアクティブであるが、目標は「ひとりでも多くの友だちをつくること」と、シャイな一面も併せ持つ。
- 趣味はボランティア活動で、好きなもの・嫌いなものは「特にないが静岡県産が好き」であり、地元愛が強い。
- 2009年9月、「第24回国民文化祭 しずおか2009」のPRのため、キャラバン隊とともに岡山県（2010年開催県）を来訪。
- 2009年10月13日、京都府の国民文化祭マスコットキャラクター「まゆまろ」と清水寺へ行き応援PR活動。

## 関連グッズ
ぬいぐるみやピンバッジなどのグッズに加え、バンダイ静岡工場製のプラモデルも作られている。ただし、これらのグッズは全て非売品であり、入手手段はふじっぴーの関わるイベントでの配布に限られている。
平成25年8月21日（県民の日）から、ぬいぐるみ、ストラップ、ピンバッジ、缶バッジが販売されている。